# Principiul Franck-Condon
Principiul Franck-Condon stabilește că într-o moleculă care vibrează, deoarece mișcarea electronică este mult mai rapidă decât mișcarea nucleară, atunci tranzițiile electronice se petrec cel mai ușor când structura nucleară în stările inițială și finală este aproape identică.
În fotochimie și fotofizică primul pas este absorbția unui foton de către o moleculă. Considerând cea mai simplă moleculă, diatomică, în timpul absorbției unui foton un electron este promovat din starea relaxată (S0) în stare excitată (Sn), unde n = 1, 2, 3... . Deoarece mișcarea electronului între cei doi orbitali este foarte rapidă, 10-16 10-14 s, pe când mișcarea atomilor este mult mai lentă, 10-13 - 10-12 s, este evident că mișcarea electronică nu determină rata reacției, pe când mișcarea nucleară da.